# Geranospiza caerulescens
Geranospiza caerulescens е вид птица от семейство Ястребови (Accipitridae), единствен представител на род Geranospiza.

## Разпространение
Видът е разпространен в Аржентина, Белиз, Боливия, Бразилия, Венецуела, Гватемала, Гвиана, Еквадор, Колумбия, Коста Рика, Мексико, Никарагуа, Панама, Парагвай, Перу, Салвадор, Суринам, Уругвай, Френска Гвиана и Хондурас.